# كأس أوغندا 1990
كأس أوغندا 1990 (بالإنجليزية: 1990 Uganda Cup)‏ هو موسم من كأس أوغندا. فاز فيه نادي كامبالا سيتي.